# James Reese Europe
James Reese Europe (ur. 22 lutego 1881 w Mobile, zm. 9 maja 1919 w Bostonie) – amerykański mandolinista jazzowy, kompozytor muzyki ragtime i kierownik zespołu. Uważany za pioniera amerykańskiego jazzu, który spopularyzował ragtime na orkiestrę.

## Początek kariery
W 1904 roku przyjechał do Nowego Jorku jako pianista i reżyser komedii muzycznych. W 1910 r. zorganizował Clef Club. Zyskał sławę dzięki współpracy z parą taneczną Vernona i Ireny Castle oraz pracy w nowojorskich klubach. Pamiątką po współpracy z małżeństwem Castle jest szybki, klasycznie zbudowany utwór Castle House Rag.

## I wojna światowa
Europe uprawiał głównie ragtime orkiestrowy. W czasie I wojny światowej w stopniu porucznika prowadził orkiestrę dętą 369 Pułku Piechoty (The Hellfighters) Amerykańskiego Korpusu Ekspedycyjnego. Orkiestra koncertowała pod koniec wojny w 25 francuskich miastach.
James Europe zmarł przebity nożem w czasie kłótni w bostońskim nocnym lokalu.